# Монарх рудоволий
Монарх рудоволий (Symposiachrus trivirgatus) — вид горобцеподібних птахів родини монархових (Monarchidae). Мешкає в Австралії, Індонезії, Папуа Новій Гвінеї і Східному Тиморі.

## Опис
Довжина птаха становить 14-17 см, з яких від 7 до 7,8 см припадає на хвіст. Довжина дзьоба становить 15,8-16,2 мм. Довжина крила становить 73,8-75,8 мм, розмах крил становить 22,5 см. Вага птаха становить 8-16 г. Виду не притаманний статевий диморфізм.
Обличчя чорне, верхня частина тіла темно-сіре з сизуватим відтінком. Хвіст чорний, стернові пера мають білі кінчики. Груди яскраві, рудувато-коричневі, забарвлення решти нижньої частини тіла різниться в залежності від підвиду і варіюється від повністю білого до рудувато-коричневого з білим животом, гузкою і нижніми покривними перами хвоста. Дзьоб сизий, зверху темно-сірий. Очі темно-карі, лапи темно-сизі.

## Підвиди
Виділяють шість підвидів:
- S. t. trivirgatus (Temminck, 1826) — центральні і східні Малі Зондські острови;
- S. t. nigrimentum (Gray, GR, 1861) — південні Молуккські острови;
- S. t. melanopterus (Gray, GR, 1858) — острови архіпелагу Луїзіади;
- S. t. albiventris (Gould, 1866) — острови Торресової протоки, півострів Кейп-Йорк;
- S. t. melanorrhous (Schodde & Mason, IJ, 1999) — північно-східний Квінсленд;
- S. t. gouldii (Gray, GR, 1861) — схід Австралії.

## Поширення і екологія
Рудоволі монархи живуть в тропічних і мангрових лісах, чагарникових заростях, в парках і садах. Віддають перевагу густим тропічним лісам. Північні підвиди є здебільшого осілими, австралійські птахи мігрують на північ в березні-квітні і повертаються у вересні-жовтні.

## Поведінка
Рудоволі монархи живуть поодинці і парами, іноді утворюють невеликі зграйки. Часто приєднуються до змішаних зграй птахів. Є переважно комахоїдними. Лвлять здобич на висоті від 5 до 15 м над землею, рідко сідають на землю або шукають здобич в кронах дерев.
Сезон розмноження триває з жовтня по лютий. Гніздо розміщується в розвилці між гілками, часто поблизу води. Воно має чашоподібну форму, робиться з кори, рослинних волокон, корінців, листя і моху. В кладці 2-3 яйця, які відклаються з інтервалом в день. Інкубаційний період триває 17 днів. Пташенята покриваються пір'ям на 17-20 день. Батьки продовжують піклуватичся про них ще 5-6 тижнів.

## Галерея

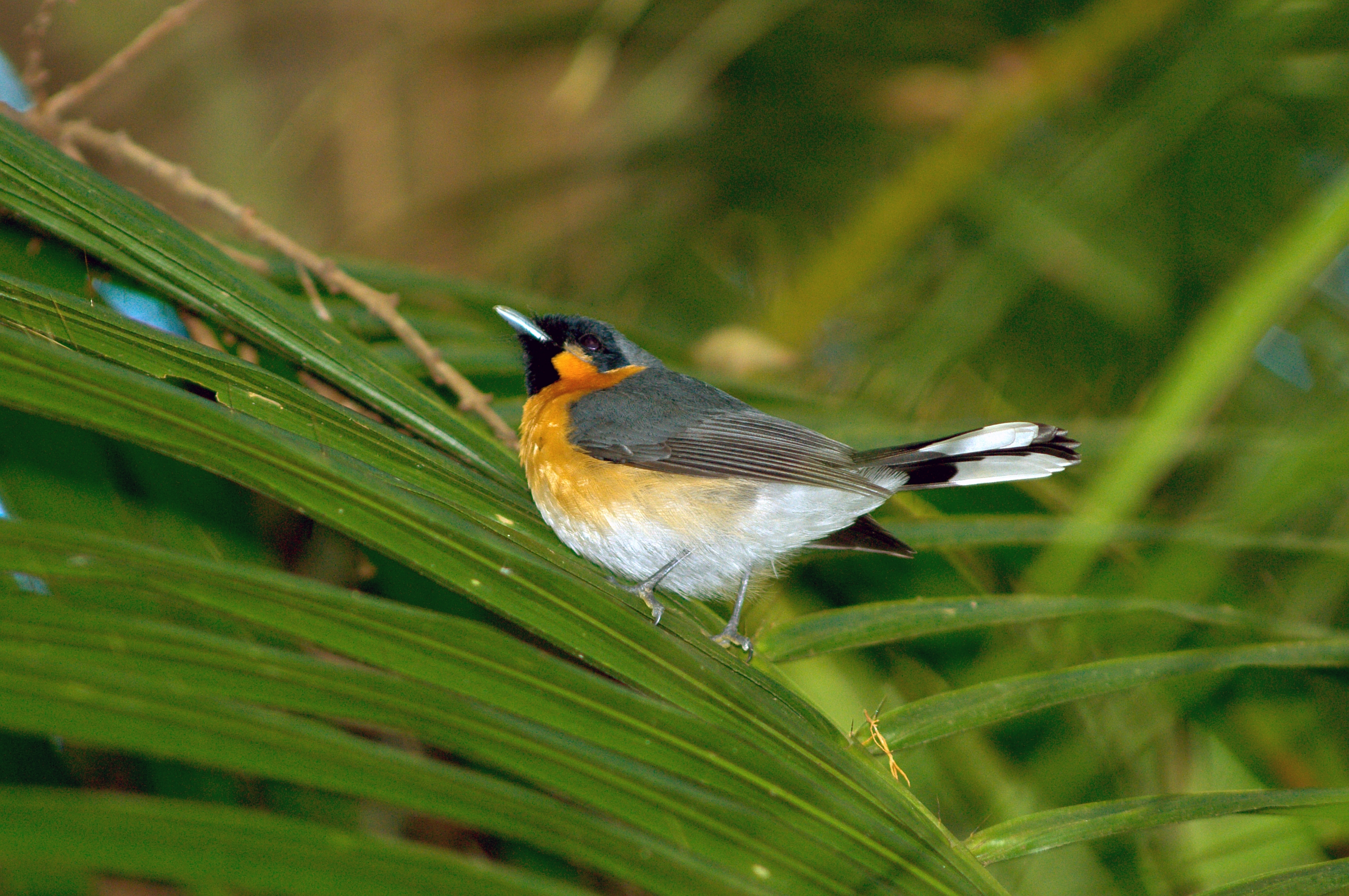
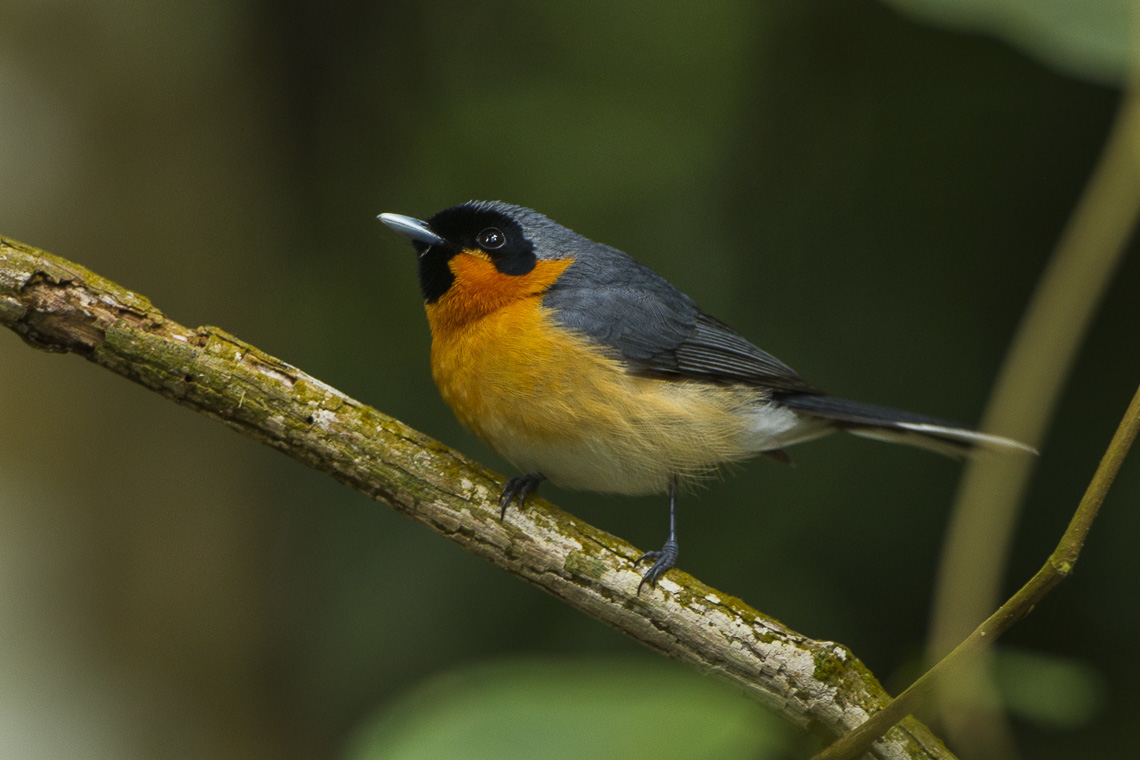